# خلنگ درختی
خلنگ درختی (به انگلیسی: Erica arborea)، گونه‌ای از گیاهان گلدار از خانواده خلنگیان است که بومی حوزه مدیترانه و اتیوپی، کنیا و تانزانیا در شرق آفریقا است، و به عنوان گیاه زینتی نیز کشت می‌شود.

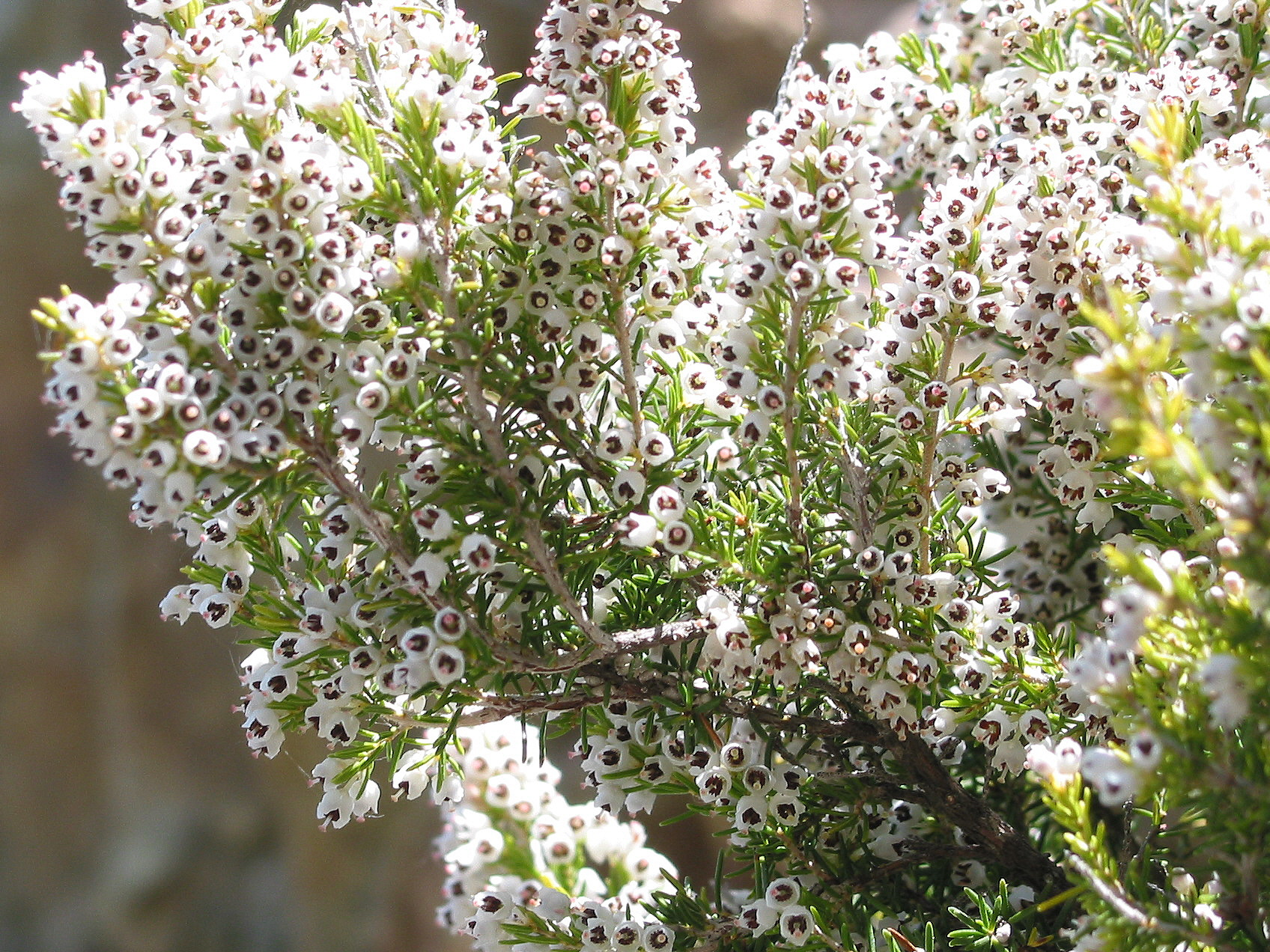
گل‌های گیاه خلنگ درختی

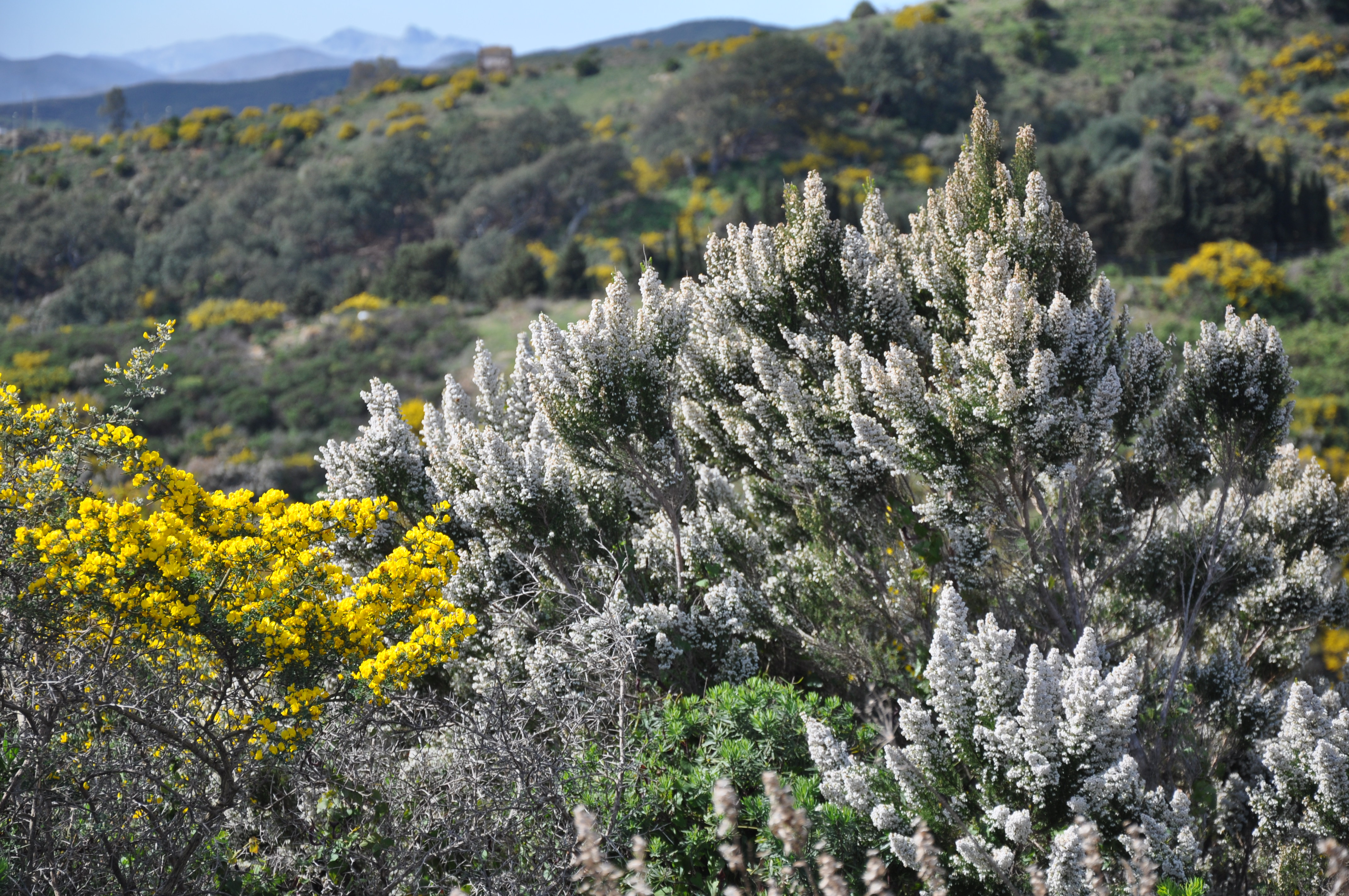
خلنگ‌های درختی شمال غربی آفریقا

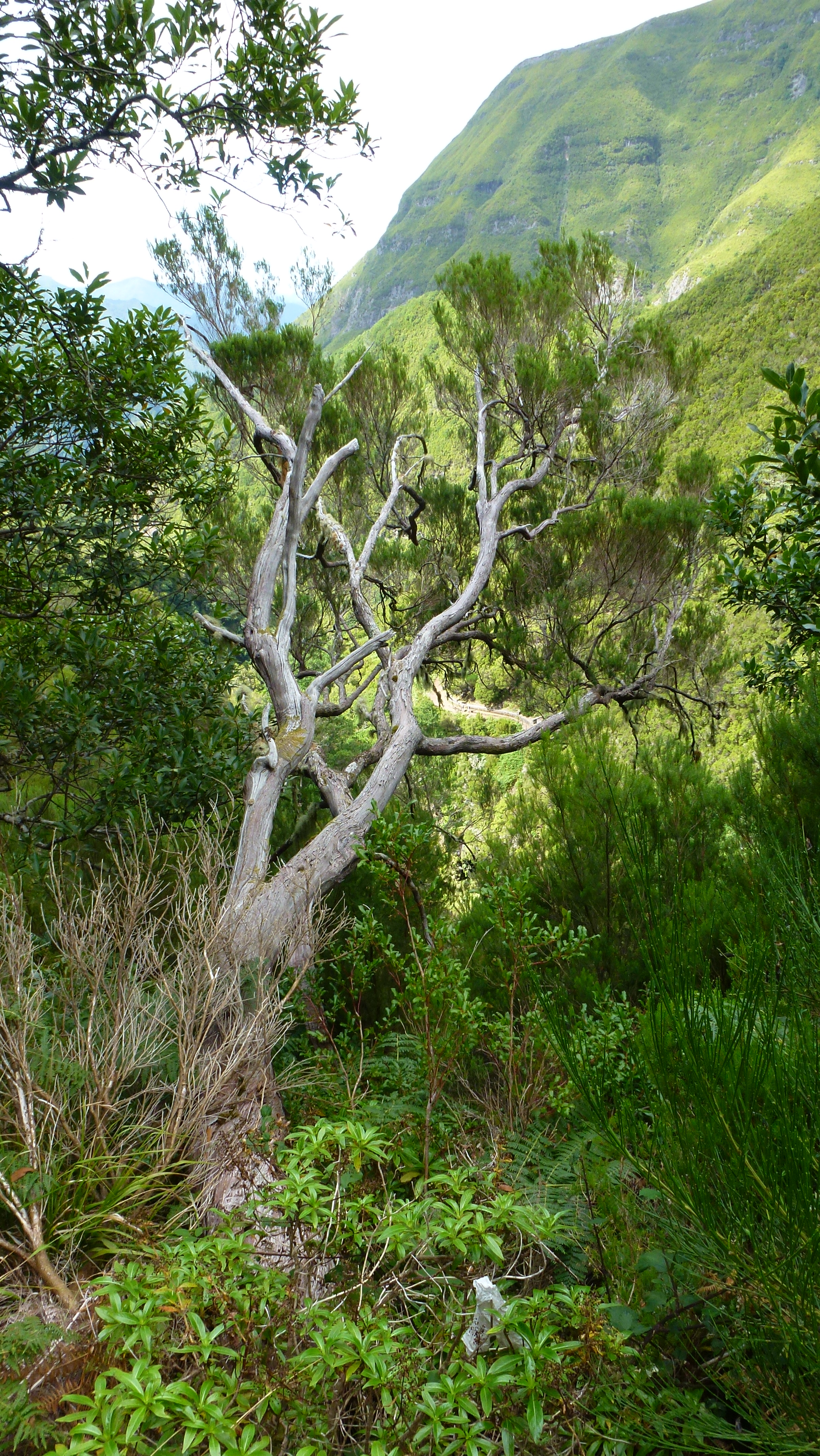
نمونه‌های کوچک به اندازه درخت در مادیرا

چوبی که به نام ریشه خلنگ، ریشه بِرایِر (انگلیسی:briar) شناخته می‌شود، بسیار سخت و مقاوم در برابر حرارت است و برای ساخت پیپ (چپق) استفاده می‌شود.

## توصیف
خلنگ درختی، درختچه ایست راست قامت و همیشه سبز که در طبیعت (به ویژه در آفریقا) معمولاً با ارتفاع حدود ۷ متر (۲۳ فوت) یافت می‌شود. اما در باغ‌ها معمولاً ۱–۴ متر (۳–۱۳ فوت) رشد می‌کند. برگ‌های سوزنی‌مانند سبز تیره و گل‌های سفید زنگوله‌شکل متعددی با رایحه عسلی دارد. یک گیاه دافع‌قلیاء است و خاک اسیدی را در شرایط آفتابی و محیط باز ترجیح می‌دهد.

## پراکنش
در آفریقا جمعیت‌های گسسته‌ای از این درخت از جمله در ارتفاعات اتیوپی، کوه‌های روونزوری و کوه‌های کامرون وجود دارد. در آفریقا معمولاً از آن به عنوان خلنگ غول پیکر یاد می‌شود. این گیاه بومی بوته زارهای ماکی است که حوضه مدیترانه را در شمال تا بلغارستان و در غرب تا پرتغال و جزایر قناری و مادیرا احاطه کرده‌اند. همچنین بصورت طبیعی در جنوب شرقی استرالیا نیز دیده می‌شود.

## استفاده‌ها

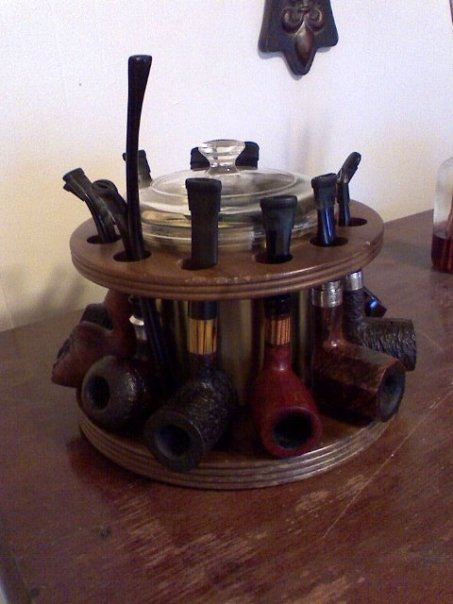
پیپ‌هایی از چوب خلنگ (برایر) روی قفسه دوار پیپ

این چوب که به نام چوب خلنگ (ریشه برایر) شناخته می‌شود، بسیار سخت، متراکم و مقاوم در برابر حرارت است و عمدتاً برای ساخت پیپ استفاده می‌شود، زیرا بر عطر تنباکو تأثیر نمی‌گذارد. غده‌های ریشهٔ درخت که به اندازه توپ فوتبال باشند در سن ۳۰ تا ۶۰ سالگی گیاه، برداشت می‌شوند. آنها برای چند ساعت پخته می‌شوند، سپس برای چندین ماه خشک می‌شوند تا بعداً به‌کارگیری شوند.
از این چوب برای ساخت جواهرات، خودکار و دسته چاقو نیز استفاده می‌شود.